# Alessio Zerbin
Alessio Zerbin, né le 3 mars 1999 à Novare, est un footballeur international italien qui évolue au poste d'attaquant à l'US Cremonese, en prêt du SSC Naples.

## Biographie

### En club
Il commence sa carrière senior avec Gozzano en Serie D lors de la saison 2015-2016,. 
Recruté par le Napoli en 2017, il est d'abord prêté dans plusieurs clubs de Serie C, avant d'être révélé en Serie B avec Frosinone où il est prêté le 28 juillet 2021. 

### En équipe nationale
Il est retenu dans le groupe de l'Italie pour la Finalissima contre l'Argentine le 1er juin 2022 et pour les matches de phase de groupes de la Ligue des nations 2022-2023 contre la Hongrie, l'Angleterre et Allemagne entre le 4 et le 14 juin 2022,.
Il honore sa première sélection en équipe nationale face à la Hongrie, alors qu'il n'a à ce moment-là jamais évolué dans la première division d'un championnat (bien qu'appartenant au Napoli, il n'a pas encore porté les couleurs de l'équipe première et a été prêté dans les division inférieures). 

## Palmarès
Avec le SSC Napoli, Alessio Zerbin est champion d'Italie en 2023 puis finaliste de la Supercoupe d'Italie en 2023.